# Schloss Wirtheim
Schloss Wirtheim ist ein Renaissance-Schloss des 15. und 16. Jahrhunderts in Wirtheim, einem Ortsteil der Gemeinde Biebergemünd im Main-Kinzig-Kreis in Hessen.

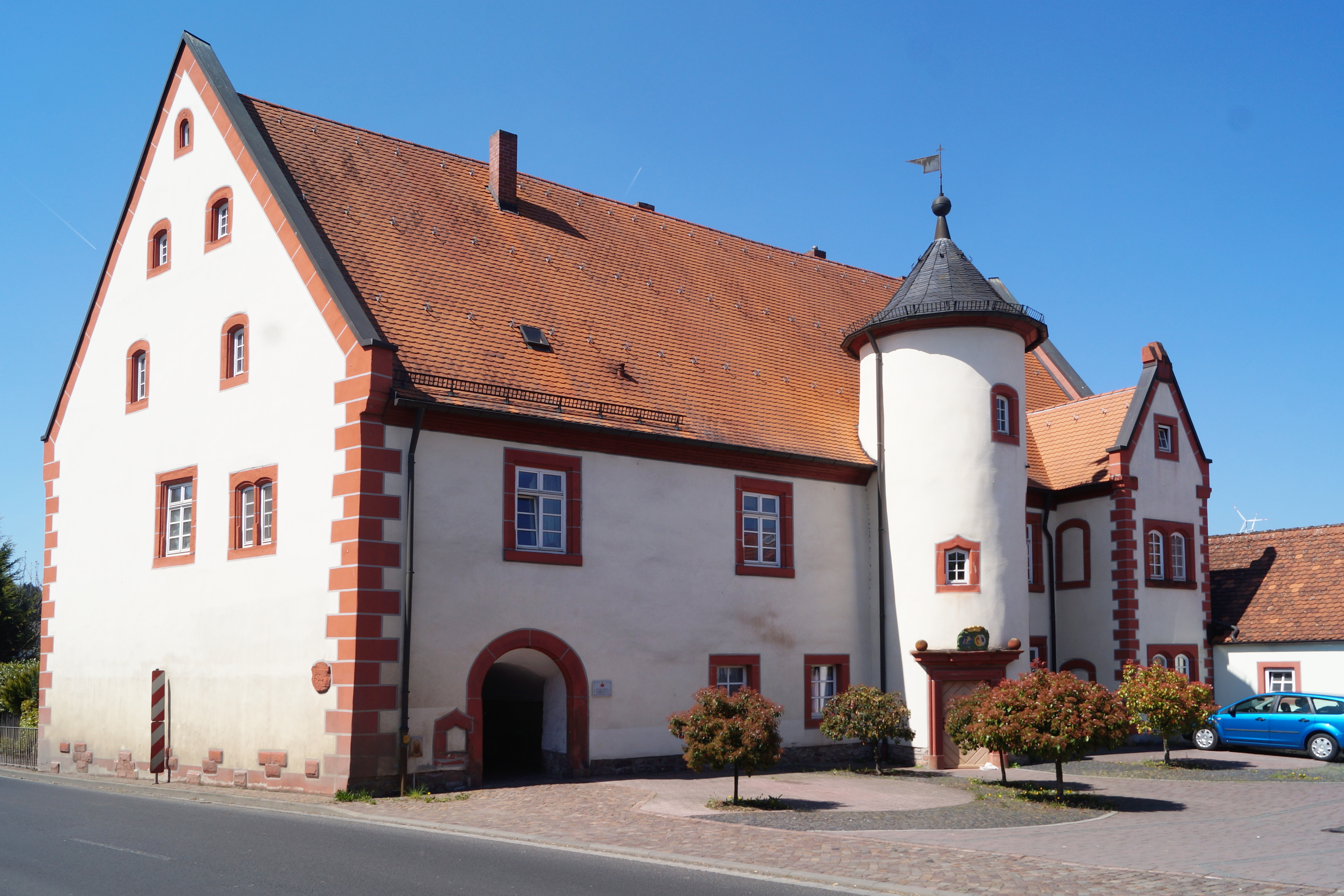
Straßenseite 2019

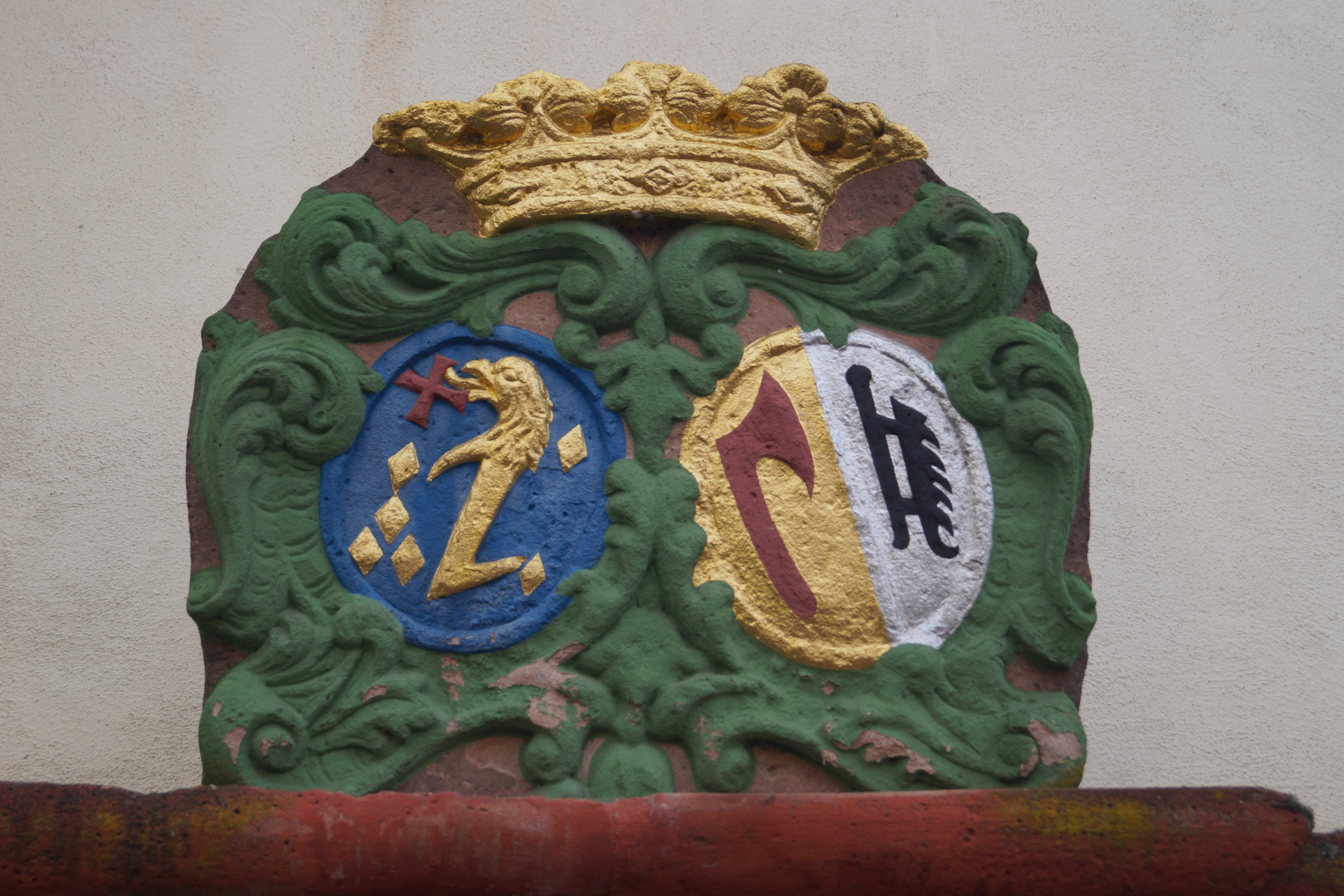
Allianzwappen über dem Eingang, links (= heraldisch rechts) Forstmeister von Gelnhausen und derer von Schleifras rechts (= heraldisch links)

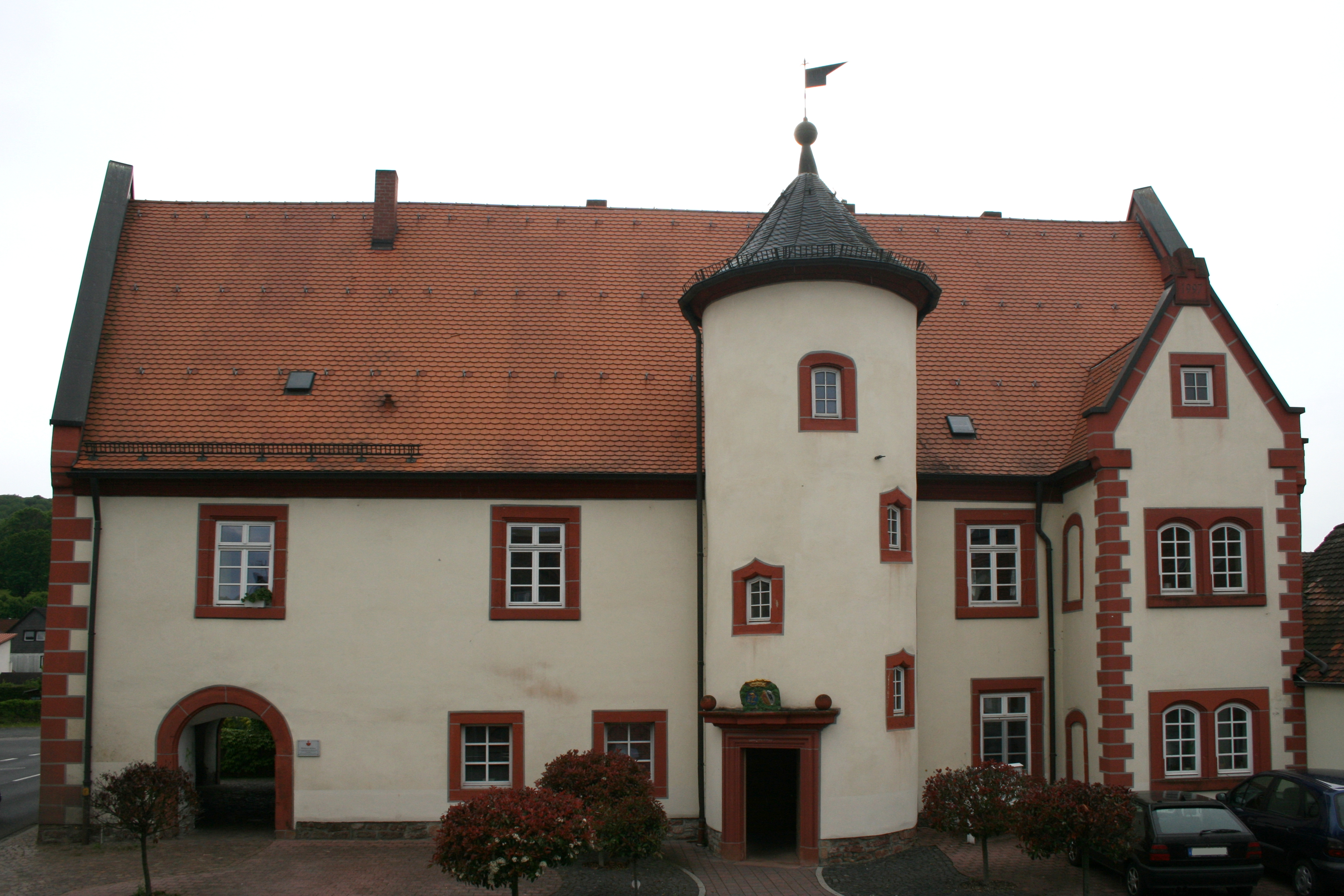
Hofseite von Osten, 2012; das Wappen befindet sich über dem Eingang in den Treppenturm

## Geschichte
Das Schloss wird erstmals 1426 erwähnt als kurmainzisches Lehen, das an Martin Forstmeister von Gelnhausen vergeben war. Um 1500 kam es in den Besitz der mit den von Forstmeister verwandten Familie von Lauter, die es als mainzisches Amtshaus nutzte. Wesentliche Teile der heutigen Bausubstanz des Schlossbaus dürften aus dieser Zeit stammen.
1582 kaufte die Familie von Forstmeister das Schloss zurück, überließ es aber zunächst kurmainzischen Vögten. Am 2. Februar 1717 heiratete der Schlossherr Johann Philipp Friedrich Forstmeister von Gelnhausen (1681–1740) die Anna Margaretha Elisabetha Freiin von Schleifras (1702 -), Tochter des Reichs-Freiherrn Johann Martin Ludwig von Schleifras (-1726).
1797 wurde der Pfand- und Lehensbesitz umgewandelt, indem Mainz das Schloss für 14.000 fl. an Hugo von Forstmeister verkaufte. 1808 wechselte das Schloss abermals den Besitzer und ging für 17.800 fl. an 18 Wirtheimer Bürger.
Renovierungen fanden in den Jahren 1982 und 1997 statt. Heute befinden sich darin Privatwohnungen.

## Anlage
Schloss Wirtheim ist ein zweigeschossiger Massivbau. Hofseitig besitzt er einen runden Treppenturm mit runder Spindel. Die Erschließung durch einen solchen Turm ist sehr typisch für kleine dörfliche Adelssitze in der Region. Zu dem Schloss gehörte ein Gut von 140 Morgen besten Landes. Über dem dortigen Eingang ließ Johann Philipp Friedrich Forstmeister von Gelnhausen das Allianzwappen der Forstmeister von Gelnhausen mit den Herren von Schleifras anbringen. Es zeigt die Wolfsangel derer von Forstmeister mit dem Kreuz der Kreuzfahrer und dem Beil und Kesselhaken derer von Schleifras, darüber die alte Grafenkrone mit Blattwerk.
Straßenseitig befindet sich im Untergeschoss ein tonnengewölbter Raum, der durchbrochen wurde und heute als Fußgängerpassage dient.